# Lingle
La ville de Lingle est située dans le comté de Goshen, dans l’État du Wyoming, aux États-Unis. Sa population s’élevait à 468 habitants lors du recensement de 2010, estimée à 459 habitants en 2016.

## Source
- (en) Cet article est partiellement ou en totalité issu de l’article de Wikipédia en anglais intitulé « Lingle, Wyoming » (voir la liste des auteurs).